# Miller Brewing Company

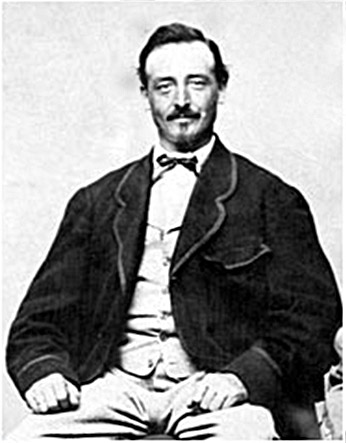
Frederick Miller

De Miller Brewing Company is een Amerikaanse bierbrouwer gevestigd in Milwaukee, Wisconsin. Op 1 juli 2008 richtte Miller samen met Molson Coors een joint venture op met de naam MillerCoors om de verkoop en distributie van beide bedrijven binnen de Verenigde Staten te regelen. Deze joint venture kwam in oktober 2016 volledig in handen van Molson Coors.

## Geschiedenis
Miller Brewing Company werd opgericht in 1855 door Frederick Miller nadat hij in 1854 uit Duitsland naar de Verenigde Staten gekomen was. Miller kocht de Plank Road Brewery in Milwaukee voor US$ 2300. De brouwerij lag in Miller Valley, omringd door boerderijen, waardoor het makkelijk was om aan grondstoffen te komen. In 1855 werd de naam gewijzigd in Miller Brewing Company, Inc. Het bedrijf bleef in handen van de familie tot 1966.
In 1966 kocht het conglomeraat W. R. Grace and Company de Miller Brewing Company van Lorraine John Mulberger. Zij was de kleindochter van Frederick Miller en was principieel tegen alcohol. In 1969 kocht Philip Morris Miller van W.R. Grace voor US$ 130 miljoen, waarbij het PepsiCo overbood. In 2002 nam South African Breweries Miller over van Philip Morris en betaalde US$ 3,6 miljard voor de aandelen en nam ook voor US$ 2 miljard aan schulden over. Met deze aankoop werd SABMiller opgericht, waarin Philip Morris 36% eigendom en 24,99% stemrecht behield.
In 2006 kocht Miller de merken Sparks en Steel Reserve van de McKenzie River Corporation voor US$ 215 miljoen. Miller was al producent van deze beide merken voor de aankoop.

### MillerCoors
In 2007 richtten SABMiller en Molson Coors een joint venture op met de naam MillerCoors. SABMiller bezat 58% van de aandelen in de Verenigde Staten, maar niet in Canada. Daar was Molson Coors de bovenliggende partij. Molson Coors bezat de rest van de aandelen, maar beide bedrijven hadden evenveel stemrecht.
In september 2015 kondigde Anheuser-Busch InBev (AB InBev) aan SABMiller te gaan overnemen voor US$ 107 miljard. Om hiervoor toestemming te krijgen van het United States Department of Justice, moest SABMiller zich ontdoen van de rechten op het merk Miller in de VS en Puerto Rico, door deze te verkopen aan MillerCoors. De overname van SABMiller werd op 10 oktober 2016 afgerond. Een dag later verkocht SABMiller zijn belang in MillerCoors aan Molson Coors voor US$ 12 miljard. Molson Coors kreeg het volledige eigendom over het merk Miller buiten de VS en Puerto Rico, en behield de rechten op alle producten in de MillerCoors portfolio binnen de VS en Puerto Rico. In Canada verkreeg Molson Coors de rechten (van SABMiller) om Miller Genuine Draft en Miller Lite te produceren. In de VS zal de overname echter niet te merken zijn voor het personeel of de klant.

## Producten
Miller heeft brouwerijen in Albany, Georgia; Chippewa Falls, Wisconsin; Fort Worth, Texas; Irwindale, Californië; Milwaukee, Wisconsin; en Trenton, Ohio.

### Hamm's Beer
Miller kocht de rechten van Hamm's Brewery in 1999 en produceert daarmee:
- Hamm's Beer: Winnaar van de gouden medaille voor lager in de Amerikaanse stijl in 2007 en winnaar van de gouden medaille voor speciaal lager in de Amerikaanse stijl in 2010 op het Great American Beer Festival
- Hamm's Golden Draft
- Hamm's Special Light

### Plank Road Brewery bieren
Deze divisie is vernoemd naar de 19e-eeuwse naam voor West State Street in Milwaukee (voorheen bekend als Watertown Plank Road), waar de hoofdbrouwerij van Miller gevestigd is sinds de opening.
- Icehouse: Icehouse is een ijsbier. Het was de winnaar van de gouden medaille voor speciale lager in Amerikaanse stijl in 2003 en 2007 op het Great American Beer Festival, en won ook gouden trofeeën voor beste ijslager in 1996 en 1998 in de World Beer Cup.[10]
- Icehouse EDGE: Icehouse EDGE is een ijsbier/malt liquor die werd geïntroduceerd in juni 2012.
- Red Dog: Hoewel Red Dog erg populair was in de jaren 90, werd het in de 21e eeuw nog maar weinig verkocht. Sinds 2005 is het echter weer in winkels te vinden.

## Sponsoring
Miller is sponsor van motorsporten sinds 1980. In de CART World Series, heeft het bedrijf coureurs zoals Al Unser (1984), Danny Sullivan (1985-1989, 1991), Roberto Guerrero (1990), Bobby Rahal (1992-1998) en Kenny Bräck (2003) gesponsord. Het bedrijf sponsorde ook de Miller 200 race.
In de NASCAR Cup Series heeft Miller Bobby Allison van 1983 tot 1988, Dick Trickle in 1989, Rusty Wallace van 1990 tot 2005, Kurt Busch van 2006 tot 2010, en Brad Keselowski sinds 2011 gesponsord. Allison won de 1983 NASCAR Winston Cup Serie en Keselowski won de 2012 NASCAR Sprint Cup Serie. Het bedrijf heeft ook diverse races met de Miller naam gesponsord.
In de National Hot Rod Association, sponsorde Miller Larry Dixon 11 jaar lang, tot 2007.